# Відбивач нейтронів
Відбивач нейтронів — конструктивна частина ядерного боєприпасу, що оточує речовину, яка ділиться, або ядерного реактора, що оточує активну зону. Основне призначення відбивача — запобігання витоку нейтронів у навколишнє середовище. В окремих випадках відбивач може також називатися зоною відтворення.

## Вплив відбивача
Фактично реакторів без відбивачів нейтронів не існує. Активна зона, встановлена на фундаменті, вже, принаймні, знизу має відбивач, оскільки всі речовини відбивають нейтрони[джерело?]. Однак зрозуміло, що ефективність відбиття нейтронів тим вища, чим більше альбедо речовини-відбивача. Розміщення відбивачів поблизу тіла, в об'ємі якого дифундують породжувані якимось джерелом нейтрони, призводить до зниження витікання нейтронів. Частина тих нейтронів, які у процесі дифузії по досягненні поверхні тіла покидали його об'єм, повертається назад, оскільки в речовині відбивача нейтрони беруть участь у хаотичній дифузії. Відбиті нейтрони знову відбиваються від першого об'єму і т. д., що насамперед супроводжується підвищенням нейтронного потоку на межі тіла і відбивача. Підвищення потоку в граничних точках по відношенню до потоку всередині тіла означає зниження градієнта потоку на межі або дифузійного струму, рівного витоку нейтронів з одиниці площі поверхні тіла за одиницю часу.
Якщо мати на увазі не довільне середовище зі стороннім джерелом нейтронів, а розмножувальну в критичному стані (див. Коефіцієнт розмноження нейтронів), то зменшення витоку при приєднанні до активної зони відбивача збільшує w і переводить реактор в надкритичний стан. Щоб при незмінному k0 реактор знову став критичним, слід, у свою чергу, знизити w за рахунок зменшення об'єму активної зони. Таким чином, критичні розміри реактора з відбивачем завжди менші, ніж реактора без відбивача. З практичної точки зору це вигідно. Виділення енергії в реакторі можливе тільки в критичному стані. Коли в силу природних причин реактор стає підкритичним, енерговиділення припиняється, і частина подільного матеріалу реактора залишається невикористаною. Само собою зрозуміло, цю частину доцільно зробити якомога меншою. Застосування відбивачів певною мірою служить цій меті.

## Матеріали відбивачів
Відбивачі теплових ядерних реакторів і реакторів  на проміжних нейтронах виготовляються з речовин-сповільнювачів. Такі відбивачі слабко поглинають нейтрони і сприяють їх уповільненню в реакторі. В графітових і важководних реакторах як відбивач застосовується графіт, як найбільш доступний матеріал з хорошими дифузійними властивостями. При цьому економія активної зони приблизно дорівнює довжині дифузії нейтронів у графіті, тобто близько 50 см.
У реакторах зі сповільнювачем з легкої води між активною зоною і корпусом реактора, який слугує ємністю для води, завжди є шар води товщиною 10 см або більше. Цей шар вже є відбивачем, що забезпечує гранично можливу економію активної зони. Тому за межами корпусу водяного реактора графітовий відбивач зайвий, і такі реактори не мають відбивача як окремої конструкції. Активні зони реакторів з водяним сповільнювачем розсіюють нейтрони переважно з високою енергією, а не теплові. Тому економія активної зони визначається поверненням проміжних нейтронів, частково уповільнених, і за абсолютною величиною досягає 7 см.
Реактори на проміжних нейтронах містять мало сповільнювача, і нейтрони поглинаються речовиною перш, ніж стають тепловими. Активні зони цих реакторів розсіюють швидкі і проміжні нейтрони. Найкращим відбивачем таких нейтронів є берилій. Також берилій є найкращим сповільнювачем для проміжних реакторів малих критичних розмірів, тобто реакторів з високою концентрацією подільного матеріалу, в активній зоні. Звичайна вода поступається берилію, оскільки через зниження перерізу розсіяння у водню при енергіях більше 0,1 МеВ легше пропускає через свій об'єм швидкі нейтрони, ніж берилій.
Реактори на швидких нейтронах не повинні містити речовини, що уповільнюють нейтрони, оскільки сповільнення знижує коефіцієнт відтворення, велике значення якого становить основну фізична перевагу швидкого реактора перед реакторами інших типів. Матеріал відбивачів реакторів на швидких нейтронах — важкі 238U або 232Th, які одночасно є сировиною для відтворення нових подільних матеріалів. Такі відбивачі, звичайно, зменшують критичні розміри активних зон, однак основна їхня функція полягає в нагромадженні нових подільних матеріалів, що виходять при поглинанні розсіюваних активною зоною нейтронів. Тому вони називаються не відбивачами нейтронів, а зонами відтворення.